# Михайловка (Казанковский район)
Михайловка (укр. Михайлівка) — село в Казанковском районе Николаевской области Украины.
Основано в 1896 году. Население по переписи 2001 года составляло 593 человек. Почтовый индекс — 56035. Телефонный код — 5164. Занимает площадь 1,942 км². На данный момент в селе доступны такие коммуникации, как Электричество , Вода , Природный газ . Жилых усадьб — 220 (На Июль 2011).

## Местный совет
56035, Николаевская обл., Казанковский р-н, с. Михайловка, ул. Клубная, 2а

## Известные уроженцы
- Яковенко, Марк Григорьевич (1907—1963) — советский военно-политический деятель, вице-адмирал.